# Villajuán
Villajuán (en gallego y oficialmente, Vilaxoán) es una villa del municipio español de Villagarcía de Arosa, se encuentra en la provincia de Pontevedra (Galicia). 

## Situación
Se encuentra en España, en la zona noroeste de este país, en la comunidad de Galicia, dentro de esta bella comunidad está al noroeste en la provincia de Pontevedra, en la comarca del O Salnés, con puerto pesquero en la Ría de Arosa, en el municipio de Villagarcía de Arosa.

## Monumentos y lugares de interés
Puerto:
Lugar de interés, mejillón, almeja y otros moluscos son sus productos principales.
Iglesia de San Martín de Sobrán:
Es de arquitectura románica. Perteneció a un monasterio, hay documentos que afirman que este monasterio ya existía en el siglo X, aunque el actual templo fue levantado en el siglo XII.
En el interior del templo se conserva la estatua de Juan Mariño Sotomayor.
Pazo de Sobrán:
Tiene 2 torres de origen medieval.
Casco Urbano
Se destacan varias casas modernistas en una de las cuales residió Armando Cotarelo Valledor 
Pazo do Rial
Ahora un hotel de lujo, fue construido en 1696, por Juan Antonio Mariño. Es de estilo barroco y está hecho con piedra. Con capilla, palomar, hórreo y su cruceiro.

## Historia
Esta localidad fue fundada en el año 1490, por Juan Mariño de Sotomayor.
El ayuntamiento data de finales del siglo XVIII, aunque fue un "concejo" desde 1836.
El 1 de mayo de 1913, la Diputación de Pontevedra acordó la fusión de los ayuntamientos de Villajuan y Carril al municipio de Villagarcía de Arosa, porque no se podía hacer frente al constante déficit. El 2 de diciembre del mismo año se publica la real orden firmada por Alfonso XIII donde se rechazaron las alegaciones de los vecinos y el juez municipal de Carril y por tanto se ratificaba la fusión de los tres municipios. 

## Geografía humana

### Demografía
| Gráfica de evolución demográfica de Villajuan entre 1842 y 1910 |
| |
| Población de derecho según los censos de población del INE Población de hecho según los censos de población del INEEntre el censo de 1920 y el anterior, este municipio desaparece porque se agrupa en el municipio 36060 (Villagarcía de Arosa) |

### Economía
En las últimas décadas del siglo XVIII eran las fábricas de salazón.
La economía de las últimas décadas es mayormente marinera, esta localidad es muy famosa por ser una de estas villas, una villa marinera. En su costa, en la zona conocida como El Rial, se caló en 1945 el primer prototipo de batea de las rías gallegas. Alfonso Ozores Saavedra, había conocido las bateas que comenzaron a probarse en la costa catalana, importadas de Japón, e introdujo la técnica en Galicia. En la década de 1950 el cultivo de mejillón en bateas se extendió con rapidez. [cita requerida]

## Fiestas y costumbres
- Festas do Carme: 16 de julio, se celebra una procesión en barco, ya que es la patrona de los marineros.
- Festas do Rosario: 7 de octubre.
- Fiestas de San Martín: 11 de noviembre, celebrándose en las pequeñas aldeas Eiviño-Galáns
- A Festa da Revenida (sardinada)
- Carnaval: Está trabajado a conciencia destacando el entierro de la sardina.

## Educación
- CEIP Vilaxoán

Es el colegio de la localidad, da clase a los niños de educación infantil y primaria.
- IES Armando Cotarelo Valledor (Está en Sobradelo - Vilaxoán)

Imparte las siguientes etapas de la educación:
- Educación Secundaria Obligatoria (España)
- Bachillerato
- Formación Profesional
- Formación de Adultos